# ادگار لئونارد
 ادگار لئونارد (انگلیسی: Edgar Leonard؛ زاده ۱۹ ژوئن ۱۸۸۱ درگذشته ۷ اکتبر ۱۹۴۸) یک تنیس‌باز اهل ایالات متحده آمریکا بود.